# Акихиро Нишимура
Акихиро Нишимура (јап. 西村 昭宏; 4. април 1958) јапански је фудбалер.

## Каријера
Током каријере је играо за Јанмар Дизел.

## Репрезентација
За репрезентацију Јапана дебитовао је 1980. године. За тај тим је одиграо 49 утакмица и постигао 2 гола.

## Статистика
| Јапан  | Јапан   | Јапан  |
| Година | Наступи | Голови |
| ------ | ------- | ------ |
| 1980.  | 1       | 0      |
| 1981.  | 13      | 0      |
| 1982.  | 2       | 0      |
| 1983.  | 10      | 0      |
| 1984.  | 1       | 0      |
| 1985.  | 8       | 2      |
| 1986.  | 5       | 0      |
| 1987.  | 8       | 0      |
| 1988.  | 1       | 0      |
| Укупно | 49      | 2      |